# Spring Ricco
Spring Ricco är den svenska musikgruppen Florence Valentins tredje album. Skivan släpptes 25 mars 2009 på skivbolaget Startracks.
Skivans texter är liksom föregångaren Pokerkväll i Vårby Gård till stor del samhällskritiska ur ett vänsterperspektiv. Dessutom handlar vissa av texterna om specifika samtidshändelser; titelspåret "Spring Ricco" handlar om dödsmisshandeln av Riccardo Campogiani 2007 och "Bilen brinner" om den högerextrema politikern Jörg Haiders död.

## Låtlista
1. "Spring Ricco" - 4:04
2. "Mitt allt" - 3:55
3. "Vårt hem, vår borg" - 3:41
4. "8 & 5" - 5:47
5. "Du kommer gå långt" - 3:40
6. "Bilen brinner" - 4:40
7. "Såld är såld" - 3:58
8. "Jag är hellre blind än ser mitt liv utan dej" - 4:36
9. "Mellan krigen" - 4:42

## Listplaceringar
| Lista (2009) | Topplacering |
| ------------ | ------------ |
| Sverige      | 36           |

### Fotnoter
1. ↑  Placeringar på den svenska albumlistan